# 裸体的马哈
《裸体的马哈》是西班牙画家弗朗西斯科·戈雅（Francisco de Goya）创作于1797年至1800年间。画作显示了裸体的马哈（「马哈」（maja）在西班牙语中是指“姑娘”或「漂亮姑娘」的意思）。戈雅还绘制了一幅表情、姿态一模一样的《着衣的马哈》（La maja vestida）。现藏于西班牙马德里的普拉多博物馆。

## 参看
- 《着衣的玛哈》
- 弗朗西斯科·戈雅
- 普拉多博物馆